# Trirhabda diducta
Trirhabda diducta är en skalbaggsart som beskrevs av Horn 1893. Trirhabda diducta ingår i släktet Trirhabda och familjen bladbaggar. Inga underarter finns listade i Catalogue of Life.

## Bildgalleri

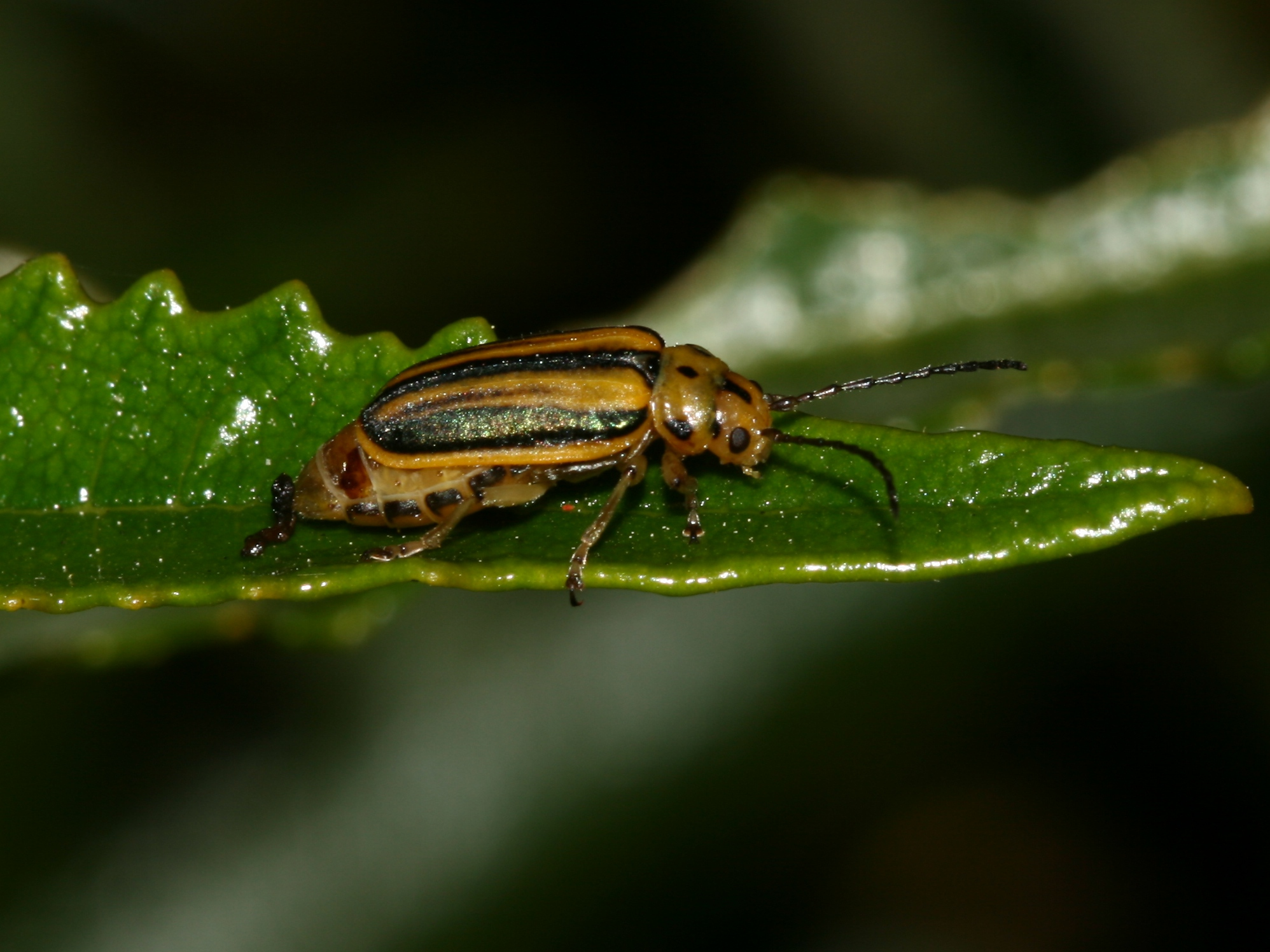